# Lista de futebolistas do Botafogo de Futebol e Regatas convocados para a Copa do Mundo FIFA
Neste anexo, encontra-se a lista de futebolistas do Botafogo de Futebol e Regatas convocados pelas suas respectivas seleções para disputar a Copa do Mundo. O Botafogo é o clube de futebol que mais cedeu jogadores à Seleção Brasileira para a competição, com um total de 47 convocados.
| Ano  | País-sede             | Seleção | Jogador(es)      | Pos. | Total |
| ---- | --------------------- | ------- | ---------------- | ---- | ----- |
| 1930 | Uruguai               | Brasil  | Pamplona         | M    | 3     |
| 1930 | Uruguai               | Brasil  | Carvalho Leite   | A    | 3     |
| 1930 | Uruguai               | Brasil  | Nilo             | A    | 3     |
| 1934 | Itália                | Brasil  | Germano          | G    | 9     |
| 1934 | Itália                | Brasil  | Pedrosa          | G    | 9     |
| 1934 | Itália                | Brasil  | Octacílio        | Z    | 9     |
| 1934 | Itália                | Brasil  | Ariel            | M    | 9     |
| 1934 | Itália                | Brasil  | Canalli          | M    | 9     |
| 1934 | Itália                | Brasil  | Martim Silveira  | M    | 9     |
| 1934 | Itália                | Brasil  | Waldyr           | M    | 9     |
| 1934 | Itália                | Brasil  | Áttila           | A    | 9     |
| 1934 | Itália                | Brasil  | Carvalho Leite   | A    | 9     |
| 1938 | França                | Brasil  | Nariz            | Z    | 5     |
| 1938 | França                | Brasil  | Martim Silveira  | M    | 5     |
| 1938 | França                | Brasil  | Zezé Procópio    | M    | 5     |
| 1938 | França                | Brasil  | Patesko          | A    | 5     |
| 1938 | França                | Brasil  | Perácio          | A    | 5     |
| 1950 | Brasil                | Brasil  | Nílton Santos    | LE   | 1     |
| 1954 | Suíça                 | Brasil  | Nílton Santos    | LE   | 1     |
| 1958 | Suécia                | Brasil  | Nílton Santos    | LE   | 4     |
| 1958 | Suécia                | Brasil  | Didi             | M    | 4     |
| 1958 | Suécia                | Brasil  | Garrincha        | A    | 4     |
| 1958 | Suécia                | Brasil  | Zagallo          | A    | 4     |
| 1962 | Chile                 | Brasil  | Nílton Santos    | LE   | 5     |
| 1962 | Chile                 | Brasil  | Didi             | M    | 5     |
| 1962 | Chile                 | Brasil  | Garrincha        | A    | 5     |
| 1962 | Chile                 | Brasil  | Zagallo          | A    | 5     |
| 1962 | Chile                 | Brasil  | Amarildo         | A    | 5     |
| 1966 | Inglaterra            | Brasil  | Manga            | G    | 4     |
| 1966 | Inglaterra            | Brasil  | Rildo            | LE   | 4     |
| 1966 | Inglaterra            | Brasil  | Gérson           | M    | 4     |
| 1966 | Inglaterra            | Brasil  | Jairzinho        | A    | 4     |
| 1970 | México                | Brasil  | Paulo Cézar Caju | M    | 3     |
| 1970 | México                | Brasil  | Jairzinho        | A    | 3     |
| 1970 | México                | Brasil  | Roberto Miranda  | A    | 3     |
| 1974 | Alemanha Ocidental    | Brasil  | Marinho Chagas   | LE   | 3     |
| 1974 | Alemanha Ocidental    | Brasil  | Dirceu           | M    | 3     |
| 1974 | Alemanha Ocidental    | Brasil  | Jairzinho        | A    | 3     |
| 1978 | Argentina             | Brasil  | Rodrigues Neto   | LE   | 2     |
| 1978 | Argentina             | Brasil  | Gil              | A    | 2     |
| 1982 | Espanha               | Brasil  | Paulo Sérgio     | G    | 1     |
| 1986 | México                | Brasil  | Josimar          | LD   | 2     |
| 1986 | México                | Brasil  | Alemão           | V    | 2     |
| 1990 | Itália                | Brasil  | Mauro Galvão     | Z    | 1     |
| 1994 | Estados Unidos        | —       | —                | —    | 0     |
| 1998 | França                | Brasil  | Gonçalves        | Z    | 2     |
| 1998 | França                | Brasil  | Bebeto           | A    | 2     |
| 2002 | Coreia do Sul · Japão | —       | —                | —    | 0     |
| 2006 | Alemanha              | —       | —                | —    | 0     |
| 2010 | África do Sul         | Uruguai | Loco Abreu       | A    | 1     |
| 2014 | Brasil                | Brasil  | Jefferson        | G    | 1     |
| 2018 | Rússia                | —       | —                | —    | 0     |
| 2022 | Catar                 | —       | —                | —    | 0     |